# Gordon, Ohio
Gordon är en ort i Darke County i delstaten Ohio, USA.